# Horka (zámek)
Horka je zámek ve vsi Horka II jihovýchodně od Zruče nad Sázavou v okrese Kutná Hora ve Středočeském kraji. Jeho předchůdcem byla tvrz založené Oldřichem Malovcem z Malovic ve druhé polovině šestnáctého století jako centrum malého šlechtického statku. Tvrz po roce 1642 ztratila svou sídelní funkci a vrchnostenským sídlem se znovu stala po roce 1748. V letech 1765–1770 byla přestavěna na barokní zámek, jehož dochovaná podoba je výsledkem klasicistních úprav. Zámek slouží jako sídlo obecního úřadu a je chráněn jako kulturní památka.

## Historie

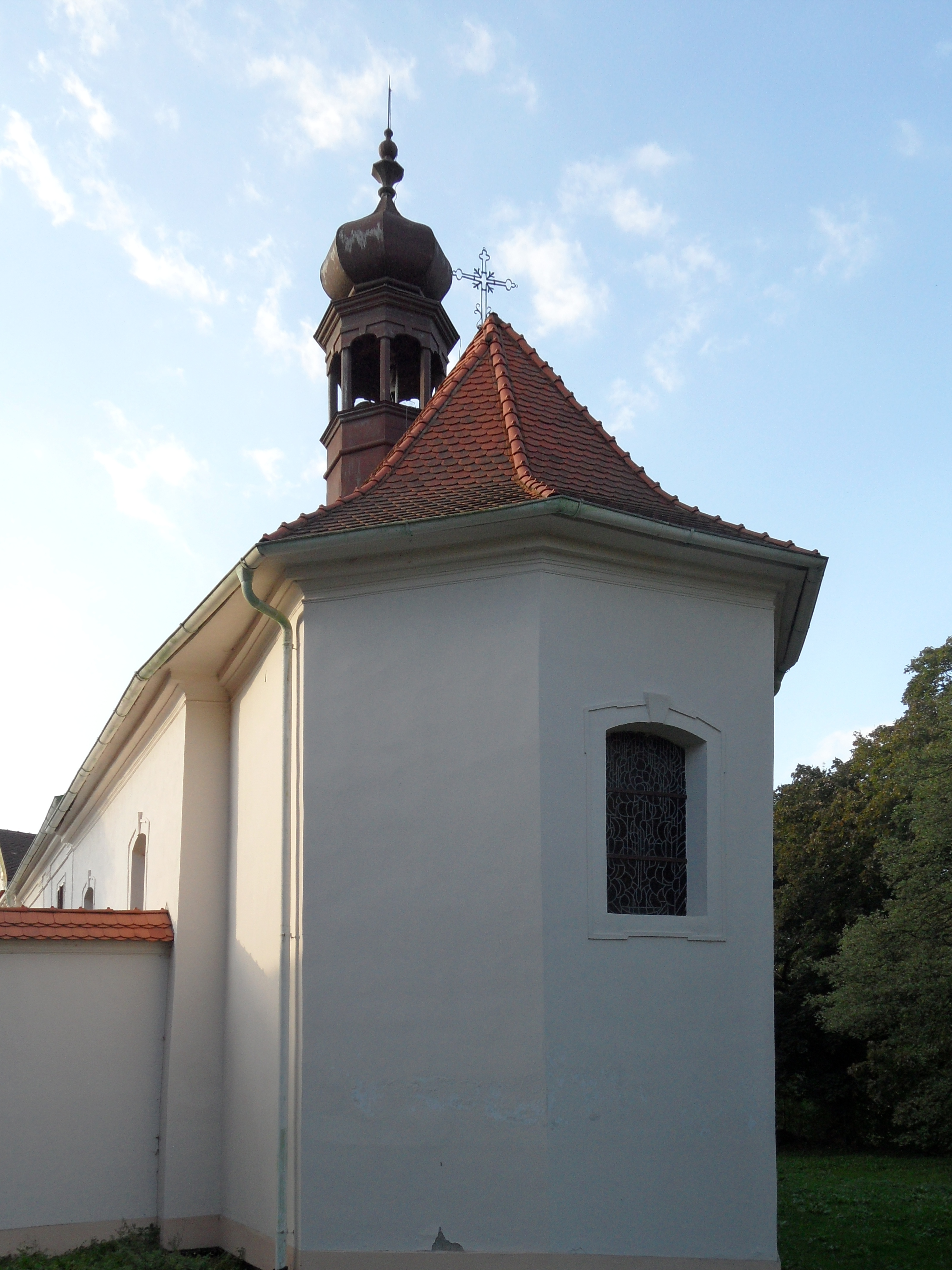
Závěr kaple svatého Josefa

Na místě vesnice Horka II stávala vesnice Sloupná, kterou roku 1553 koupil Pavel Malovec z Malovic. Když v roce 1557 zemřel, rozdělilo se jeho pět synů o majetek, přičemž Sloupná připadla nejstaršímu synovi Oldřichu Malovcovi. Ten přestavěl starý selský dvůr na poplužní a nechal u něj postavit tvrz. První písemná zmínka o ní pochází z roku 1578. Vzhledem k její poloze na okraji svahu údolí Sázavy bývala označována, po dobu více než sta let, jako Horka nad Sloupnou.

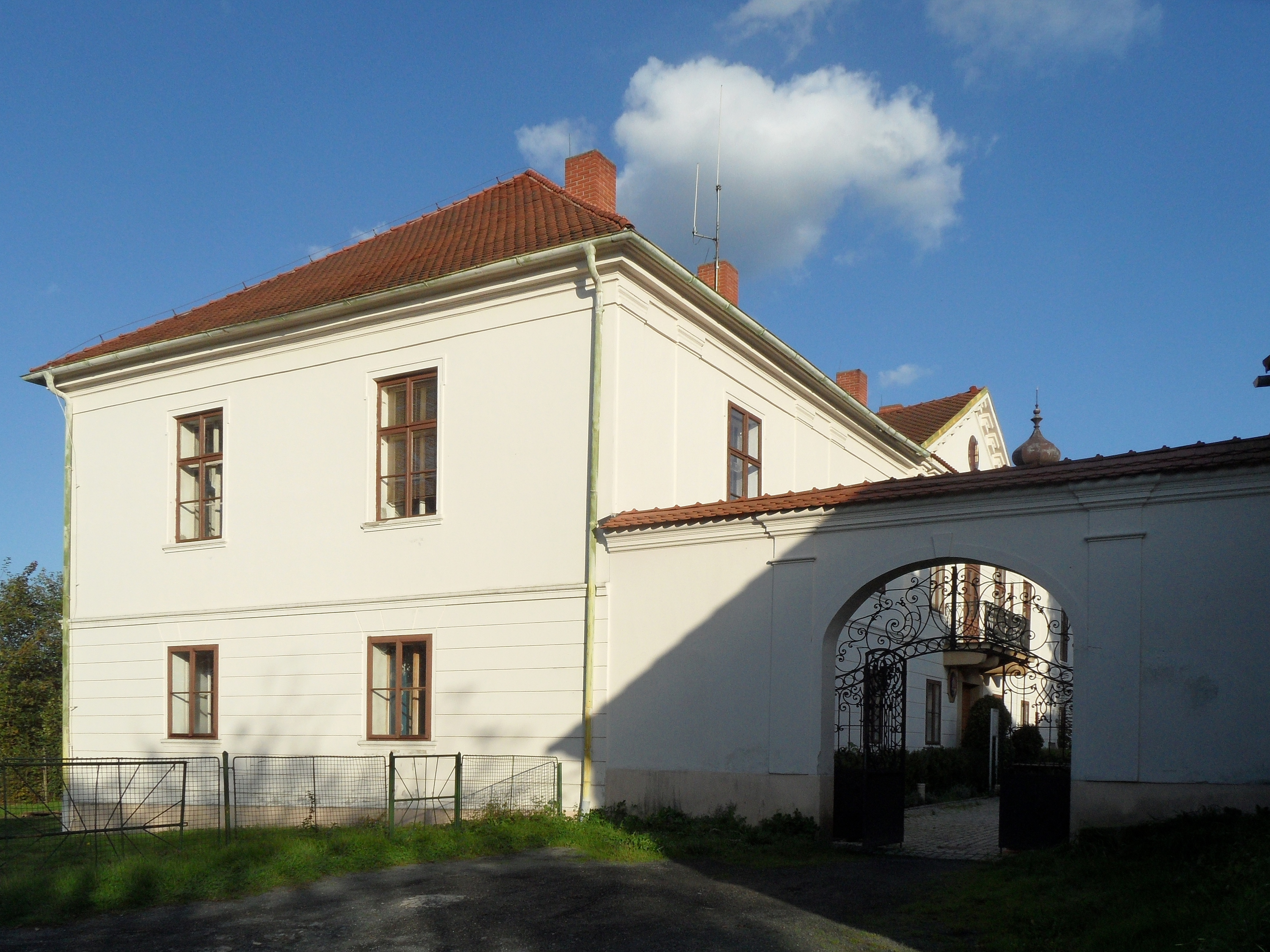
Západní strana zámku s bránou

Oldřich Malovec zemřel nejpozději roku 1583. Ačkoliv po něm zůstala vdova Maruše z Lastvic, poručníkem jejích nezletilých dětí se stal Jan z Malovic a na Štěpánově. Po dosažení dospělosti dostal Mstidruh Václav Malovec vesnici Chabeřice, zatímco o Horku vlastnil Pavel, který zemřel v roce 1595 na zranění utržené při roztržce na hostině na libodřické tvrzi. Oldřichův synovec Věnek poté vyplatil jeho děti, a Horku držel sám až do své smrti v květnu roku 1616. Zemřel bezdětný a statku se ujala jeho příbuzná Anna Mírková z Malovic, která tvrz Horku s poplužním dvorem, vsí Sloupnou a částí Sázavy prodala 30. června 1616 za 2 950 kop míšeňských grošů Janovi mladšímu Řísnickému z Řísnice. Nový majitel zemřel v roce 1618 a statek po něm převzal Mikuláš Řísnický, který jej 10. září 1629 prodal Marii Anně Lukavecké, rozené Pešíkové z Komárova († 1642) za 2 775 kop míšeňských grošů. Majetek po ní zdědila, snad její dcera, Bohunka Slavníkovcová, která Horku s vesnicí Čejtice hned v roce 1642 prodala za pět tisíc zlatých Limíru Vidunovi Obyteckému z Obytec. Ten ji připojil k soutickému panství. Tvrz Horka tak ztratila funkci vrchnostenského sídla a začala pustnout.
Centrem panství tvořeného třemi vesnicemi se Horka znovu stala v roce 1748, kdy ji koupil František Antonín Ragersdorf. Od něj ji roku 1759 koupil Václav František Obytecký z Obytec a v roce 1765 ji prodal Janu Adolfu Trauttmansdorffovi. Za něj byla stará tvrz v letech 1765–1770 přestavěna na barokní zámek s kaplí svatého Josefa. V roce 1782 zámek po otci zdědil Jan Adolf Šebestián Trauttmansdorff a roku 1807 celý statek prodal Václavu Šporkovi. Od Václavova syna Jana Josefa Šporka Horku a tři vesnice roku 1845 koupil Josef Štangler, jehož potomkům zámek patřil do roku 1949.
V letech 1971–1974 prošla zámecká budova rozsáhlou opravou a poté sloužila jako sídlo místního národního výboru, knihovny a nacházelo se v ní pohostinství a byty.

## Stavební podoba
Podle popisu z roku 1759 tvořila původní tvrz obdélná budova se zděným přízemím, dřevěným patrem a šindelovou střechou. Při barokní přestavbě byla roku 1769 k východní straně budovy přistavěna kaple s rokokově zařízeným interiérem zdobeným nástěnnými malbami. Uvnitř se nachází rámový hlavní oltář svatého Josefa a boční oltář zasvěcený svatému Janovi Nepomuckému.
Jednopatrová zámecká budova má sedm okenních os. Hlavní průčelí zdůrazňuje středový rizalit s balkonem. Rizalit je zakončen tympanonem. Na opačné straně se nachází sloupy podepřená terasa. Podoba fasád vychází z neoklasicistních úprav provedených za Josefa Štanglera po roce 1845. Erb jeho rodiny je umístěn nad hlavním vstupem. Prostory v interiéru mají klenuté stropy, zatímco v prvním patře jsou stropy ploché.
K památkově chráněným objektům dvora patří zámek s kaplí a ohradní zeď se dvěma branami. Budovy přilehlého hospodářského dvora jsou ve špatném stavu.